# Horrea Coelia
Horrea Coelia (łac. Diocesis Horreacoeliensis) – stolica historycznej diecezji we Cesarstwie rzymskim w prowincji Byzacena, współcześnie miasto Hergla w Tunezji. Obecnie katolickie biskupstwo tytularne.

## Biskupi
| Lp. | Biskup                          | Funkcja                                               | Od               | Do                   |
| --- | ------------------------------- | ----------------------------------------------------- | ---------------- | -------------------- |
| 1   | James Hagan                     | emerytowany biskup Makurdi (Nigeria)                  | 29 marca 1966    | 7 grudnia 1970       |
| 2   | Ambroise Uma Arakayo Amabe      | biskup koadiutor Isiro-Niangara (Zair)                | 6 maja 1972      | 19 lutego 1976       |
| 3   | Belarmino Correa Yepes          | wikariusz apostolski San José del Guaviare (Kolumbia) | 19 stycznia 1989 | 29 października 1999 |
| 4   | John Joseph Kaising             | biskup pomocniczy Ordynariatu polowego (USA)          | 21 lutego 2000   | 13 stycznia 2007     |
| 5   | Luis Armando Tineo Rivera       | biskup pomocniczy Caracas (Wenezuela)                 | 9 lutego 2007    | 23 lipca 2013        |
| 6   | Eugeniusz Popowicz              | biskup pomocniczy przemysko-warszawski                | 4 listopada 2013 | 7 listopada 2015     |
| 7   | Duncan Tsoke                    | biskup pomocniczy Johannesburga (Południowa Afryka)   | 6 lutego 2016    | 3 marca 2021         |
| 8   | Thomas Ifeanyichukwu Obiatuegwu | biskup pomocniczy Orlu (Nigeria)                      | 5 grudnia 2024   |                      |